# Desmond Holloway
Desmond Holloway, (Indianápolis, 28 de marzo de 1990) es un jugador de baloncesto estadounidense que actúa como escolta. Actualmente se desempeña en los Caimanes del Llano de la Liga Profesional de Baloncesto de Colombia.

## Carrera universitaria

### Universidades
| Club                          | País           | Clase     | Año         |
| ----------------------------- | -------------- | --------- | ----------- |
| Wabash Valley                 | Estados Unidos | Freshman  | 2008 - 2009 |
| Wabash Valley                 | Estados Unidos | Sophomore | 2009 - 2010 |
| Coastal Carolina Chanticleers | Estados Unidos | Junior    | 2010 - 2011 |

## Carrera profesional

### Ostioneros de Guaymas (2012)
En 2012, Holloway jugó por un mes la CIBACOPA para los Ostioneros de Guaymas.

### Liga Sorocabana (2012–2013)
Firmó por la Liga Sorocabana de Basquete el 9 de agosto de 2012. En su primera temporada en la Novo Basquete Brasil, formó una de las parejas más eficientes del NBB al lado de Kenny Dawkins, llevando al club sorocabano a su mejor campaña en el NBB, con 15 victorias en 34 partidas (44,1% de aprovechamiento). Fue convocado para el Juego de las Estrellas del NBB de 2013, además de disputar el Torneo de volcadas. Al final de la temporada, se convirtió en el primer extranjero y jugador más joven en ganar el "trofeo de cestinha" del NBB.

### Paulistano (2013–2015)
En 2013, firmó con el Paulistano, mismo destino de Kenny Dawkins. Con promedios de 18,1 puntos por juego, Holloway lideró el equipo en la fase de clasificación y el Paulistano terminó en 2º lugar, con 23 victorias en 32 juegos, siendo la mejor campaña del equipo en el NBB. Holloway fue convocado por la segunda vez para disputar el Juego de las Estrellas y compitió en el Super Desafío de Habilidades.
En los Playoffs, el Paulistano cayó contra Franca Basquetebol Clube en los cuartos de final, y venció la serie por 3–2, con Holloway anotando 21 puntos en el quinto juego. El Paulistano necesitó disputar cinco juegos más en la serie semifinal contra São José Basketball En el enfrentamiento decisivo, Holloway anotó 30 puntos y 10 rebotes, llevando al Paulistanoa su primera final del NBB. En la Final, disputada a juego único, los alvirrubros perdieron con Flamengo por 78−73. Dos días después de la derrota para el Flamengo, Holloway renovó con el Paulistano por una temporada, afirmando el deseo de disputar la Liga de las Américas.

### Pinheiros (2015–2018)
Holloway firmó con Pinheiros para la temporada 2015−16.

### Ferro (2018)
Desmond confirmó su llegada al Club Ferro Carril Oeste para disputar el Súper 20 de La Liga Nacional.

### Kinwa (2024)
En marzo de 2024 fue contratado por el Kinwa Club de la Liga Boliviana de Básquetbol.

## Estadísticas

### Temporada regular del NBB
| Año                    | Equipe                 | PD  | MPJ  | 2P%  | 3P%  | LL%  | RT  | Las | BR  | TE Lo | PPJ  |
| ---------------------- | ---------------------- | --- | ---- | ---- | ---- | ---- | --- | --- | --- | ----- | ---- |
| 2012–13                | Liga Sorocabana        | 34  | 30.0 | .575 | .327 | .817 | 4.5 | 1.0 | 1.3 | .2    | 20.5 |
| 2013–14                | Paulistano             | 31  | 26.4 | .596 | .416 | .880 | 4.7 | 1.5 | 1.4 | .2    | 18.1 |
| 2014–15                | Paulistano             | 28  | 25.3 | .519 | .097 | .819 | 4.1 | 1.3 | 1.0 | .3    | 15.1 |
| 2015–16                | Pinheiros              | 28  | 30.0 | .485 | .330 | .778 | 5.4 | 2.8 | 1.4 | .3    | 17.4 |
| Carrera                | Carrera                | 121 | 28.0 | .545 | .330 | .825 | 4.7 | 1.6 | 1.3 | .3    | 17.9 |
| Juego de las Estrellas | Juego de las Estrellas | 4   | 15.8 | .571 | .400 | .500 | 2.8 | 1.3 | 1.8 | .8    | 12.3 |

### Playoffs del NBB
| Año     | Equipe              | PD | MPJ  | 2P%  | 3P%  | LL%  | RT  | Las | BR  | TE Lo | PPJ  |
| ------- | ------------------- | -- | ---- | ---- | ---- | ---- | --- | --- | --- | ----- | ---- |
| 2013    | Aleación Sorocabana | 3  | 32.6 | .385 | .375 | .682 | 5.7 | 2.3 | 1.0 | .0    | 17.7 |
| 2014    | Paulistano          | 11 | 30.2 | .564 | .306 | .817 | 6.2 | 2.2 | 1.9 | .2    | 17.9 |
| 2015    | Paulistano          | 4  | 30.3 | .452 | .000 | .846 | 4.5 | .5  | 1.5 | .0    | 12.3 |
| 2016    | Abetos              | 9  | 33.8 | .494 | .294 | .800 | 5.1 | 3.4 | 2.9 | .1    | 15.8 |
| Carrera | Carrera             | 27 | 31.7 | .502 | .310 | .795 | 5.5 | 2.4 | 2.1 | .1    | 16.3 |